# Lasioglossum lustrans
Lasioglossum lustrans is een vliesvleugelig insect uit de familie Halictidae. De wetenschappelijke naam van de soort is voor het eerst geldig gepubliceerd in 1897 door Cockerell.